# Kepler-28
Kepler-28 — звезда, которая находится в созвездии Лебедя на расстоянии около 1989 световых лет от нас. Вокруг звезды обращаются, как минимум, две планеты.

## Характеристики
Kepler-28 представляет собой звезду 15 видимой звёздной величины, по размерам и массе уступающую нашему Солнцу. Впервые в астрономической литературе упоминается в каталоге 2MASS, опубликованном в 2003 году. Масса звезды равна 75 % солнечной, а радиус — 70 %. Температура поверхности составляет приблизительно 4590 кельвинов — это намного меньше температуры поверхности Солнца.

## Планетная система

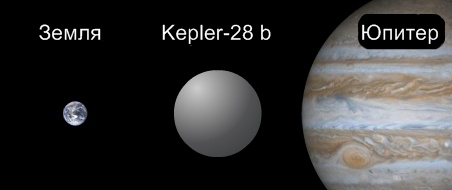
Сравнительные размеры Земли, Kepler-28 b и Юпитера.

В 2012 году группой астрономов, работающих с данными, полученными орбитальным телескопом Kepler, было объявлено об открытии двух планет в системе. Обе они представляют собой горячие газовые гиганты, обращающиеся очень близко к родительской звезде по круговым орбитам. Масса и радиус планеты Kepler-28 b равны 1,51 и 0,32 юпитерианских. Полный оборот вокруг звезды она совершает за 5,9 суток. Планета Kepler-28 c имеет похожие характеристики. Год на последней длится чуть дольше: около 9 суток. Ниже приводится сводная таблица более точных данных характеристик планет.